# Attagenus augustatus
Attagenus augustatus là một loài bọ cánh cứng trong họ Dermestidae. Loài này được Ballion miêu tả khoa học năm 1871.